# Rivière à la Marte (rivière Rupert)
Pour les articles homonymes, voir Marte et Martre.
La rivière à la Marte est un affluent de la rivière Rupert. La rivière à la Marte coule vers l'ouest, puis vers le nord, dans la municipalité de Eeyou Istchee Baie-James, dans la région administrative du nord-du-Québec, au Québec, au Canada.

## Géographie
Les bassins versants voisins de la rivière à la Marte sont :
- côté nord : Rivière Rupert ;
- côté est : rivière Broadback ;
- côté sud : rivière Broadback ;
- côté ouest : lac Evans, lac Nemiscau, lac Giffard.

La rivière à la Marte prend sa source au lac Montmort (altitude : 310 m) qui est situé à l'ouest du lac Canotaicane et du lac Mistassini lequel est le plus vaste plan d'eau douce naturel de la province de Québec.
À partir du lac Montmort, le cours de la rivière descend sur environ 200 km selon les segments suivants :
- vers le sud-ouest puis vers le nord traversant le Petit Lac Loon (altitude : 295 m), vers le nord-ouest, puis vers l'ouest le lac Courseron (altitude : 297 m), jusqu'à sa décharge;
- vers l'ouest, jusqu'à la décharge du lac Villon venant du sud ;
- vers l'ouest, jusqu'à la rive nord du lac Camousitchouane ;
- vers le sud-ouest en contournant une presqu'île rattachée à la rive nord, puis vers le nord en traversant le lac Camousitchouane (altitude : 310 m) jusqu'à sa décharge;
- vers l'ouest, puis vers le sud-ouest en traversant le lac Le Cordier (altitude : 293 km), puis vers le nord-ouest en traversant le Lac de la Cache (altitude : 301 m), jusqu'à son embouchure ;
- généralement vers le sud-ouest, en traversant le Lac Weakwaten (altitude : 283 km), jusqu'à son embouchure ;
- vers l'ouest notamment en traversant le lac Tésécau (altitude : 283 km), jusqu'à son embouchure ;
- vers le nord-ouest, en traversant le Lac Poncet (altitude : 285 km), jusqu'à un rétrécissement de la rivière ;
- vers l'ouest, en formant une courbe vers le nord, puis une autre vers le sud, jusqu'à la rive est du Lac Legoff ;
- vers le nord-ouest en traversant le Lac Legoff (altitude : 283 km) ;
- vers le nord en traversant un plan d'eau formé par l'élargissement de la rivière et en contournant une île (longueur : 6,4 km, jusqu'à un coude de rivière correspondant à la confluence de l'autre passe qui contourne l'île par le nord ;
- vers le nord-ouest, en formant une courbe vers l'ouest, jusqu'à une passe de rivière ;
- vers le sud-ouest, le nord-ouest, puis le nord-est, notamment en traversant le lac Unamepiyam (altitude : 296 m) et en contournant une île jusqu'à une décharge de plusieurs plans d'eau venant de l'est.
- vers le nord-ouest jusqu'à son embouchure[2].

L'embouchure de la rivière à la Marte est situé au sud du village nordique de Nemaska et à l'est du lac Nemiscau. La rivière à la Marte se déverse en face d'une île de la rivière Rupert.
À partir de l'embouchure de la rivière à la Marte, le courant emprunte la rivière Rupert qui coule vers l'ouest jusqu'à la baie de Rupert.

## Toponymie
Le toponyme Rivière à la Marte a été officialisé le 5 décembre 1968 à la Banque des noms de lieux de la Commission de toponymie du Québec.